# Винден (Нассау)
Винден (нем. Winden) — община в Германии, в земле Рейнланд-Пфальц.
Входит в состав района Рейн-Лан. Подчиняется управлению Нассау. Население составляет 685 человек (на 31 декабря 2010 года). Занимает площадь 6,99 км².